# إليس برايس
إليس برايس (بالإنجليزية: Ellis Price)‏ هو سياسي بريطاني، ولد في 1505 في المملكة المتحدة، وتوفي في 8 أكتوبر 1594. انتخب Member of the 1563-67 Parliament ‏ عن دائرة Merioneth ‏ وانتخب Member of the 1558 Parliament ‏ عن دائرة Merioneth ‏ وانتخب عضو مجلس النواب في البرلمان البريطاني.